# Sant Vicenç de Tordera
Sant Vicenç de Tordera és una obra del municipi de Tordera (Maresme) protegida com a bé cultural d'interès local.

## Descripció
Per la carretera de Tordera a Fogars, a uns 2 km, una vegada deixat el riu, a la dreta, surt un camí que en uns 1.560 m porta a la capella de Sant Vicenç, situada sobre una elevació a l'esquerra del camí.
L'església està mig enrunada. És d'una sola nau, amb absis circular de les mateixes proporcions que la nau, de la que el separa un arc triomfal que deuria aguantar una volta de canó.
El campanar d'espadanya damunt l'absis és un element afegit amb posterioritat, igual que els contraforts.
És de propietat particular, del Mas Julià.

## Història
Es creu que és obra del segle XI-XII. A la guerra civil fou destruïda.